# O-21 (Turkije)
De O-21 of Otoyol 21 (Autosnelweg 21) is een autosnelweg in Turkije. De autosnelweg verbindt Ankara met Tarsus en is 432 kilometer lang. De snelweg verbindt de O-20 in Gölbaşı (Ankara) met de O-51 in Tarsus. Het laatste deel van de snelweg werd aangelegd in december 2020. 
O-1 · 
O-2 · 
O-3 · 
O-4 · 
O-5 · 
O-6 · 
O-7 · 
O-20 · 
O-21 · 
O-21A · 
O-22 · 
O-30 · 
O-31 · 
O-32 · 
O-33 · 
O-50 · 
O-51 · 
O-52 · 
O-53 · 
O-54 · 
O-57